# バックレス
『バックレス』(英語: Backless)は、1978年に発表されたエリック・クラプトンのアルバム。

## 解説
前作『スローハンド』の成功を受け、再びグリン・ジョンズのプロデュースで制作。本作からの第一弾シングル「プロミセス」は全英37位・全米9位を記録。
本作を最後に、ジョージ・テリーとマーシー・レヴィがバック・バンドから脱退。1979年のアメリカ・ツアー終了後には他のメンバーも総入れ替えとなり、1974年以降のレギュラー・バンドとしては最後のアルバムとなった。

## 収録曲
特記なき楽曲はエリック・クラプトン作。
1. ウォーク・アウト・イン・ザ・レイン - Walk Out In The Rain (Bob Dylan, Helena Springs)
2. ウォッチ・アウト・フォー・ルーシィ - Watch Out For Lucy
3. アイル・メイク・ラヴ・トゥ・ユー・エニイタイム - I'll Make Love To You Anytime (J. J. Cale)
4. ロール・イット - Roll It (Eric Clapton, Marcy Levy)
5. テル・ミー・ザット・ユー・ラヴ・ミー - Tell Me That You Love Me
6. イフ・アイ・ドント・ビー・ゼア・バイ・モーニング - If I Don't Be There By Morning (B. Dylan, H. Springs)
7. アーリー・イン・ザ・モーニング - Early In the Morning (Traditional)
8. プロミセス - Promises (Richard Feldman, Roger Linn)
9. ゴールデン・リング - Golden Ring
10. タルサ・タイム - Tulsa Time (Danny Flowers)

## レコーディング・メンバー
- エリック・クラプトン - ギター&ボーカル
- ディック・シムズ - キーボード
- マーシー・レヴィ - ボーカル
- ジョージ・テリー - ギター
- カール・レイドル - ベース & ボーカル
- ジェイミー・オルディカー - ドラム, パーカッション & ボーカル
- ベニー・ギャラガー & グラハム・ライル - バック・ボーカル on 「ゴールデン・リング」